# Варела, Бруну
Бру́ну Миге́л Семе́ду Варе́ла (порт. Bruno Miguel Semedo Varela; род. 4 ноября 1994 года в Лиссабоне, Португалия) — португальский и кабо-вердинский футболист, вратарь клуба «Витория Гимарайнш» и сборной Кабо-Верде. Участник Олимпийских игр 2016 года в Рио-де-Жанейро.

## Клубная карьера
Варела — воспитанник столичной «Бенфики». 22 сентября 2012 года в матче против «Авеша» он дебютировал за команду дублёров в Сегунда лиге. В начале 2016 года Бруно на правах аренды перешёл в испанский «Реал Вальядолид». 4 июня в матче против «Мальорки» он дебютировал в Сегунде.
Летом того же года, контракт с «Бенфикой» закончился и Варела на правах свободного агента присоединился к «Витории» из Сетубала. 21 августа в матче против своего бывшего клуба Бенфики Бруно дебютировал в Сангриш лиге.
Летом 2017 года Бруну вернулся в «Бенфику», сменив перешедшего в «Манчестер Сити» Эдерсона. 5 августа в поединке за Суперкубок Португалии против «Витории Гимарайнш» он дебютировал за основной состав, а также завоевал свой первый трофей на клубном уровне.
В январе 2019 года был арендован амстердамским «Аяксом»

## Международная карьера
В 2012 году Бруно в составе юношеской сборной Португалии принял участие в юношеском чемпионате Европы в Эстонии. На турнире он был запасным и на поле не вышел.
В 2013 году Варела во второй раз принял участие в юношеском чемпионате Европы в Литве. На турнире он сыграл в матчах против команд Испании, Нидерландов, Литвы и Сербии.
В том же году в составе молодёжной команды Варела принял участие в молодёжном чемпионате мира в Турции. На турнире он был запасным вратарём и не сыграл ни минуты.
В 2016 году Бруно в составе олимпийской сборной Португалии принял участие в Олимпийских играх в Рио-де-Жанейро. На турнире он сыграл в матчах против команд Аргентины, Гондураса, Алжира и Германии.
В 2017 году в составе молодёжной сборной Португалии Варела принял участие в молодёжном чемпионате Европы в Польше. На турнире он сыграл в матчах против команд Сербии, Испании и Македонии.

## Достижения
«Бенфика»
- Обладатель Суперкубка Португалии: 2017

«Аякс»
- Чемпион Нидерландов: 2018/19
- Обладатель Кубка Нидерландов: 2018/19
- Обладатель Суперкубка Нидерландов: 2019